# NR-23機炮
NR-23機炮為蘇聯在第二次世界大戰後開發的空用機炮，相較它的前代製品，NR-23重量更輕、射速更快，所以很快的配置在蘇聯各型噴射戰鬥機與轟炸機上成為它們的主要武器。在1950年代中期被更大口徑的NR-30機炮給取代。

## 使用機種
NR-23機炮主要使用在1940年代後期到1950年代早期研發的蘇聯軍機上，包括：
- La-15戰鬥機
- 米格-15戰鬥機
- 米格-17戰鬥機
- 伊爾-28轟炸機
- Be-6飛艇

使用在大型機上的防衛機槍型號為HP-23，用於
- 圖-4
- Tu-16轟炸機
- Yak-23
- 伊爾-10攻擊機
- 安-12

中國北方工業公司也有獲得蘇聯授權生產NR-23機炮，並改名23-1式，用於中國仿製的蘇聯軍用機和自行研製的軍用機，例如:
- 殲-5
- 歼-6战斗机
- 強-5
- 轟-6

## 主要生產國
- 苏联
- 中华人民共和国